# Поговори с рукой

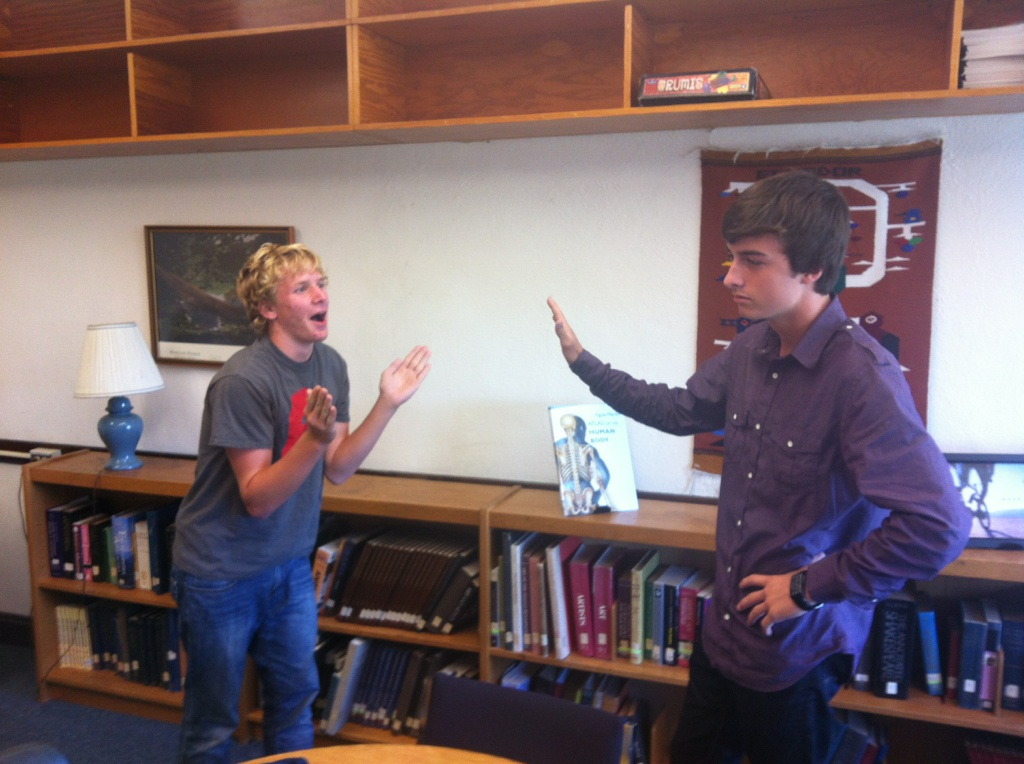
Правый собеседник демонстрирует жест «поговори с рукой»

«Поговори с рукой» (англ. talk to the hand), или «скажи руке» (tell it to the hand) — английская жаргонная фраза и связанный с ней жест, возникшие в 1990-е годы. Выражение возникло как саркастический способ показать, что человек не хочет слушать говорящего. Использование жеста характерно для маргинальных социолингвистических групп, он следует за более традиционным в США выражением того же отсутствия желания — демонстративным отведением взгляда.
Фразу часто удлиняют до «Поговори с рукой, потому что уши не слушают» или «Поговори с рукой, потому что лицо не слушает».

## Значение и использование
Эту фразу, часто считающуюся саркастической или оскорбительной, популяризировал актёр-комик Мартин Лоуренс в своём ситкоме 1992 года «Мартин». Это было официально зафиксировано ещё в 1995 году, когда в статье местного журнала Индианаполиса отмечалось: «Поговори с рукой — фраза, означающая „Заткнись“, сопровождается рукой перед лицом жертвы»..
Обычно фраза сопровождается жестом протягивания одной руки к другому человеку, с ладонью этой руки, обращённой к оскорбляемому, в манере жеста остановки. Было отмечено, что использование этой фразы является преходящей тенденцией, как отметил один автор, советуя писателям не использовать быстро устаревший сленг: «Сленг следует моде. В прошлом году каждый молодой человек, которого я знал, говорил: „Поговори с рукой“. Сейчас уже никто и не вспоминает „Поговори с рукой“».
Линн Трасс, известная бестселлером Eats, Shoots & Leaves, использовала эту фразу в качестве названия и яркого примера в своей книге 2005 года англ. Talk to the Hand: The Utter Bloody Rudeness of the World Today.
В 2001 году британская женская R&B-группа Honeyz выпустила сингл «Talk to the Hand», а в 2018 году норвежский поп-певец Александер Вальманн выпустил сингл с тем же названием, приняв участие в отборе на Евровидение.
Фраза и жест были использованы в фильме «Терминатор 3: Восстание машин» (2003) главным героем в исполнении Арнольда Шварценеггера.
В 2006 году французская рэп-группа Fatal Bazooka записала песню под названием «Parle à ma main» (по-французски «Поговори с рукой») с участием Yelle.
В компьютерной игре Mario Strikers Charged персонаж Бердо показывает жест «поговори с рукой» принцессе Пич всякий раз, когда она набрасывается на своих товарищей по команде из-за того, что противник забивает гол.